# ニュー九州
ニュー九州（ニューきゅうしゅう）は、九四フェリーボートが運航していたフェリー。

## 概要
九州の代船として臼杵鉄工所臼杵工場で建造され、1985年3月22日に八幡浜 - 臼杵航路に就航した。
共有建造制度を利用して建造された船舶整備公団との共有船である。
1997年に引退し、その後、台湾の新華航業公司へ売却されて臺馬（Taima）となり、基隆 - 馬祖航路に就航している。
2023年4月に基隆 - 馬祖航路からも退役、セントクリストファー・ネイビス船籍のTAI MAとなり2023年8月26日に基隆からバングラデシュのチッタゴンまで16日間の予定で出航した。

## 設計
本船は九州と比較して総トン数が倍増となり、所要時間が短縮され、輸送力が大幅に向上した。

## 船内

### 船室
- 特等室（4名）
- 一等室（90名）
- 特二等室（50名）
- 二等室（400名）

## 事故・インシデント

### 機関損傷
1990年2月3日19時45分ごろ、前日に定期検査を終え運航に復帰した本船は、八幡浜港から臼杵港へ向かって八幡浜港外の佐島付近を航行中、機関長が右舷主機の異常を発見して停止、左舷主機のみで航行を継続した。帰港後の開放点検で右舷主機の1番・6番シリンダのピストン、シリンダカバー、シリンダライナ、過給機などに損傷が確認された。事故原因は、新来島どっく大西工場で施工していた第1種中間検査において、主機起動弁組立て時の点検が不十分で、起動弁棒の取付けナットの割ピンが挿入されていなかったためであった。ナットの緩みにより、起動弁棒がシリンダ内に突出して折損・脱落、シリンダ周辺を損傷した。